# HD 184191
HD 184191 — хімічно пекулярна зоря спектрального класу
A1 й має видиму зоряну величину в смузі V приблизно 10,0.
Вона знаходиться в сузір'ї Телескопа на відстані близько 925 світлових років від Сонця.

## Пекулярний хімічний склад
Пекулярний вміст зорі Eu.